# 12P/Pons-Brooks

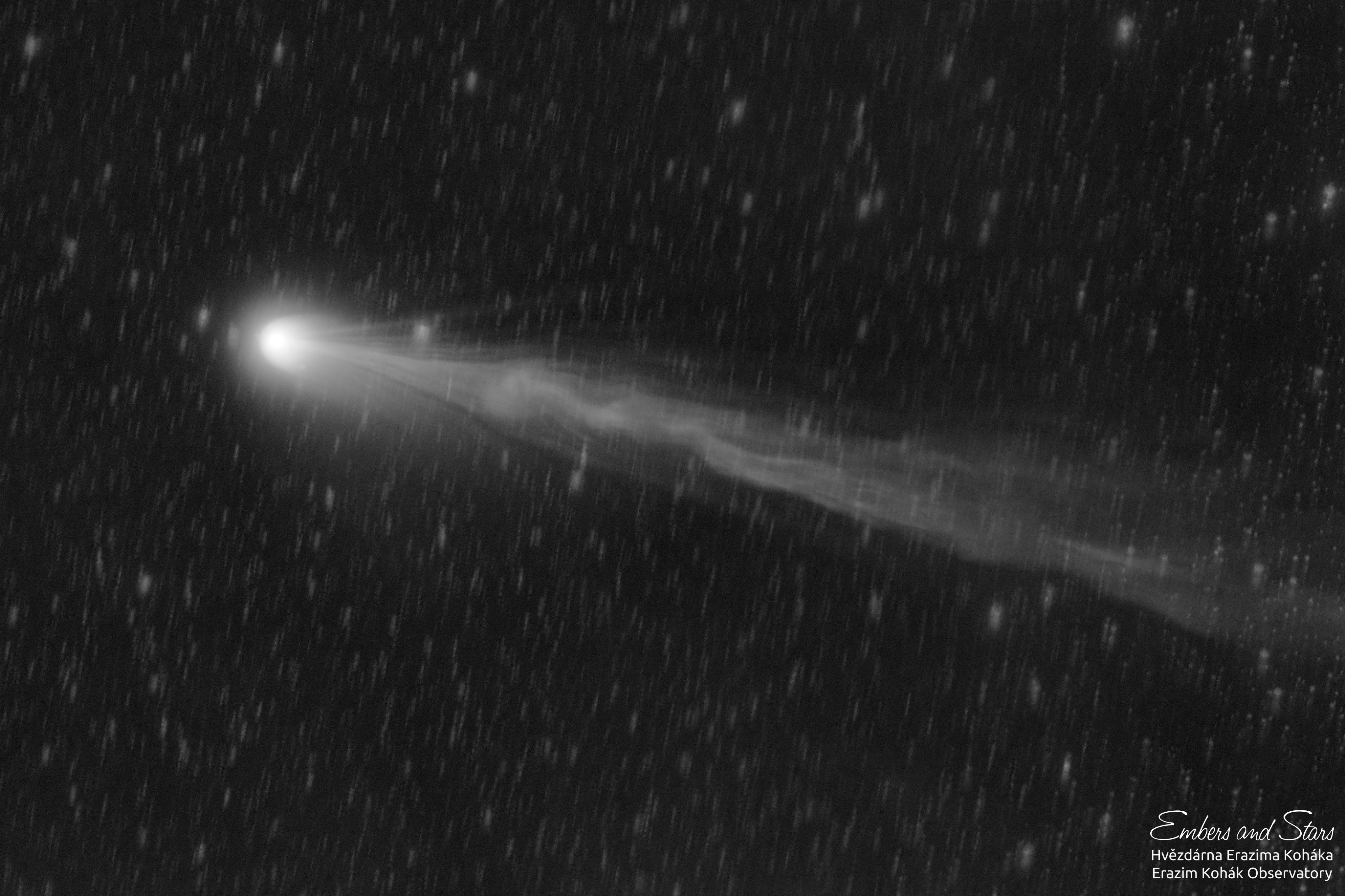
De komeet op 4 maart 2024

12P/Pons-Brooks is een periodieke komeet die om de 71 jaar zichtbaar is.

## Ontdekking
12P/Pons-Brooks werd op 12 juli 1812 ontdekt door Jean-Louis Pons. Onafhankelijk daarvan ontdekte Vincent Wisniewski de komeet op 1 augustus en Alexis Bouvard op 2 augustus in hetzelfde jaar.
Men vermoedde toen al dat de omloop tussen de 65 en 70 jaar lag. Later bepaalde Johann Franz Encke de definitieve baan met een omlooptijd van 70,68 jaar. In 1882 zocht men tevergeefs naar de komeet. In 1883 werd hij bij toeval ontdekt door William Robert Brooks en pas later geïdentificeerd als dezelfde komeet. In 1954 werd de komeet weer gezien. De volgende passage is uitgerekend op 21 april 2024.
Carl Sagan stelde de theorie dat 12P/Pons-Brooks de grote komeet is die de Chinezen beschreven in 1486 v. Chr. Deze verschijning van de komeet zou op de aarde een hele reeks aan religies gewijzigd of gestart hebben volgens Graham Phillips.

## Baan
Door zijn grote glooiingshoek (74,2°) tussen de baan van de komeet en de ecliptica brengt de komeet niet veel tijd door in de buurt van planeten. Hierdoor is de baan minder onderhevig aan de aantrekking van de planeten.